# دانیل مورنو
دانیل مورنو (اسپانیایی: Daniel Moreno‎؛ زادهٔ ۵ سپتامبر ۱۹۸۱) دوچرخه‌سوار اهل اسپانیا است.
از باشگاه‌هایی که در آن رکاب زده‌است می‌توان به تیم موویستار، تیم موویستار، تیم کاتیوشا–آلپتسین، و کنندیل–دراپاک اشاره کرد.